# Fänntjärnen (Grangärde socken, Dalarna)
Fänntjärnen är en sjö i Ludvika kommun i Dalarna och ingår i Dalälvens huvudavrinningsområde.